# Neohelota desgodinsi
Neohelota desgodinsi is een keversoort uit de familie Helotidae. De wetenschappelijke naam van de soort is voor het eerst geldig gepubliceerd in 1893 door Ritsema.